# Quảng Tiên
Quảng Tiên là một xã thuộc thị xã Ba Đồn, tỉnh Quảng Bình, Việt Nam.

## Địa lý
Xã Quảng Tiên nằm ở phía tây thị xã Ba Đồn, có vị trí địa lý:
- Phía đông giáp xã Quảng Trung
- Phía tây giáp huyện Tuyên Hóa
- Phía nam giáp xã Quảng Sơn
- Phía bắc giáp huyện Quảng Trạch với ranh giới là sông Gianh.

Xã Quảng Tiên có diện tích 10,10 km², dân số năm 2019 là 4.843 người, mật độ dân số đạt 480 người/km².

## Hành chính
Xã Quảng Tiên được chia thành 7 thôn: Tiên Xuân, Tiên Phong, Vinh Quang, Trường Thọ, Long Trung, Tiên Phan, Tiên Sơn.

## Lịch sử
Trước đây, xã Quảng Tiên thuộc huyện Quảng Trạch. Trong lịch sử, Quảng Tiên thường được gọi là Tiên Lễ.
Từ ngày 20 tháng 12 năm 2013, xã trực thuộc thị xã Ba Đồn như hiện nay.